# Ветлузький (Нижньогородська область)
Ветлузький (рос. Ветлужский) — робітниче селище в Краснобаковському районі Нижньогородської області Російської Федерації.
Населення становить 5259 осіб. Входить до складу муніципального утворення робітниче селище Ветлузький.

## Історія
Від 2009 року входить до складу муніципального утворення робітниче селище Ветлузький.

## Населення
| 1959  | 1970  | 1979  | 1989  | 2002  | 2008  | 2009  |
| ----- | ----- | ----- | ----- | ----- | ----- | ----- |
| 7838  | ↘7150 | ↘6624 | ↘6309 | ↘5674 | ↘5286 | ↘5261 |
| 2010  | 2011  | 2012  | 2013  | 2014  | 2015  | 2016  |
| ↘5250 | ↘5222 | ↗5283 | ↗5353 | ↗5424 | ↘5386 | ↗5433 |
| 2017  |       |       |       |       |       |       |
| ↘5358 |       |       |       |       |       |       |